# شاهکار (آلبوم چندآهنگه)
شاهکار یا ترکوندن (انگلیسی: Ate) نهمین آلبوم چندآهنگۀ کره‌ای زبان (در مجموعه چهاردهم) از گروه پسرانۀ اهل کره جنوبی استری کیدز است که در ۱۹ ژوئیۀ ۲۰۲۴ از طریق جی‌وای‌پی انترتینمنت و ریپابلیک رکوردز، هشت ماه پس از آلبوم قبلی خود راک استار (۲۰۲۳) منتشر شد. تک‌آهنگ اصلی آلبوم به نام «Chk Chk Boom» همراه با یک موزیک ویدئو با حضور رایان رینولدز و هیو جکمن پروموت شد.
استری کیدز، برای تبلیغ آلبوم، در چندین برنامه تلویزیونی و اینترنتی ظاهر شدند و سومین تور جهانی به نام Dominate را آغاز کرد که از آگوست ۲۰۲۴ شروع شد. از نظر تجاری، شاهکار، در کره جنوبی، اتریش، بلژیک، فرانسه، مجارستان، لهستان، پرتغال و آمریکا در رتبه اول قرار گرفت. این آلبوم ۳ میلیون نسخه فروخت و طبق اعلام فدراسیون بین‌المللی صنعت فونوگرافی (IFPI)، دهمین آلبوم پرفروش جهان در سال ۲۰۲۴ شد. شاهکار گواهینامۀ ۲ میلیونی توسط انجمن حق نشر موسیقی کره (KMCA) و جوایز طلایی توسط انجمن صنعت ضبط آمریکا (RIAA) و سندیکای ملی انتشارات صوتی‌تصویری را دریافت کرد.

## فهرست ترانه‌ها
| شماره    | نام                        | ترانه‌سرا                                             | آهنگساز                                                           | تهیه‌کننده                                 | زمان  |
| -------- | -------------------------- | ---------------------------------------------------- | ----------------------------------------------------------------- | ----------------------------------------- | ----- |
| ۱.       | «کوه‌ها»                    | - بنگ چان (3Racha) - چانگبین (3Racha) - هان (3Racha) | - بنگ چان - چانگبین - هان - ورساچوی                               | - ورساچوی - بنگ چان                       | ۳:۰۷  |
| ۲.       | «چک چک بوم»                | - بنگ چان - چانگبین - هان                            | - بنگ چان - چانگبین - هان - دالاس کوهلکه - رونی آکان - بی‌بی الیوت | - دالاس‌کی - بنگ چان - رستارت - چه گانگ-هی | ۲:۲۸  |
| ۳.       | «جم»                       | - بنگ چان - چانگبین                                  | - بنگ چان - چانگبین - رستارت - چه                                 | - رستارت - چه - بنگ چان                   | ۳:۰۵  |
| ۴.       | «خوشم میاد»                | - بنگ چان - چانگبین - هان - جی‌بچ                     | - بنگ چان - چانگبین - هان - ناتان کانینگهام - مارک سیبلی - جی‌بچ   | - اسپیس پریمیتز - بنگ چان                 | ۲:۲۸  |
| ۵.       | «دونده‌ها»                  | - بنگ چان - فلیکس                                    | - بنگ چان - فلیکس - ورساچوی                                       | ورساچوی                                   | ۳:۱۶  |
| ۶.       | «گرگ و میش» یا «شب و روز»  | هان                                                  | - هان - رستارت - چه                                               | - رستارت - چه                             | ۳:۱۲  |
| ۷.       | «استری کیدز»               | - بنگ چان - چانگبین - هان                            | - بنگ چان - چانگبین - هان - کوهلکه - رانی آیکان                   | دالاس‌کی                                   | ۳:۰۹  |
| ۸.       | «چک چک بوم» (نسخۀ جشنواره) | - بنگ چان - چانگبین - هان                            | - بنگ چان - چانگبین - هان - کوهلکه - رانی آیکان - بی‌بی الیوت      | - دالاس‌کی - بنگ چان - رستارت - چه         | ۲:۳۳  |
| کل زمان: | کل زمان:                   | کل زمان:                                             | کل زمان:                                                          | کل زمان:                                  | ۲۳:۲۱ |